# Anja Heuschkel
Anja Heuschkel (* 4. August 1997 in Apolda) ist eine deutsche Fußballspielerin.

## Karriere

### Vereine
Heuschkel begann im Alter von acht Jahren in Wormstedt beim dort ansässigen Mehrspartensportverein ZLSG Wormstedt – gemeinsam mit Jungen – mit dem Fußballspielen. Im weiteren Verlauf war sie für die Jugendmannschaften des BSC Apolda, der Spielgemeinschaft SC 1903 Weimar/Oberweimar, FSV Ilmtal Zottelstedt und zuletzt in der C-Jugendmannschaft des FF USV Jena aktiv.
Noch als B-Jugendspielerin kam sie während der Saison 2013/14 in zwei Punktspielen für die Zweite Mannschaft in der 2. Bundesliga Nord zum Einsatz. Am 8. Juni 2014 (22. Spieltag) debütierte sie im Alter von 16 Jahren in der Bundesligabegegnung mit dem Liganeuling TSG 1899 Hoffenheim mit Einwechslung für Christina Julien ab der 88. Minute. Zur Saison 2014/15 rückte sie in die Erste Mannschaft auf, der sie bis Saisonende 2019/20 angehörte, jedoch nur sporadisch im Spielbetrieb eingesetzt wurde. 
Mit der Übernahme der Spiellizenz vom USV Jena am 26. Mai 2020, spielt sie – wie alle anderen Spielerinnen – seit der Saison 2020/21 für die Frauenfußballabteilung des FC Carl Zeiss Jena. Am Saisonende gelang der Aufstieg in die Bundesliga, aus der Spielklasse sie mit ihrem Verein jedoch umgehend abstieg.

### Auswahl-/Nationalmannschaft
Heuschkel kam als Auswahlspielerin des Thüringer Fußball-Verbandes im Turnier um den U17-Länderspokal an der Sportschule Wedau am ersten Oktoberwochenende 2013 zum Einsatz und belegte mit ihrer Auswahlmannschaft am Ende den sechsten Platz. Zum Turnierende erhielt sie, wie auch ihre Vereinsmitspielerin Vanessa Fischer, eine Einladung zu einem Lehrgang für die U17-Nationalmannschaft.

## Sonstiges
Nachdem sie im Mai 2012 ihre Schulzeit am Gymnasium Bergschule in Apolda beendet hatte, besuchte sie das Joh.Chr.Fr. GutsMuths-Sportgymnasium in Jena.
Ihr Vater Mike ist Vorstandsvorsitzender der Zentralen Landsportgemeinschaft Wormstedt.